# 龍安寺

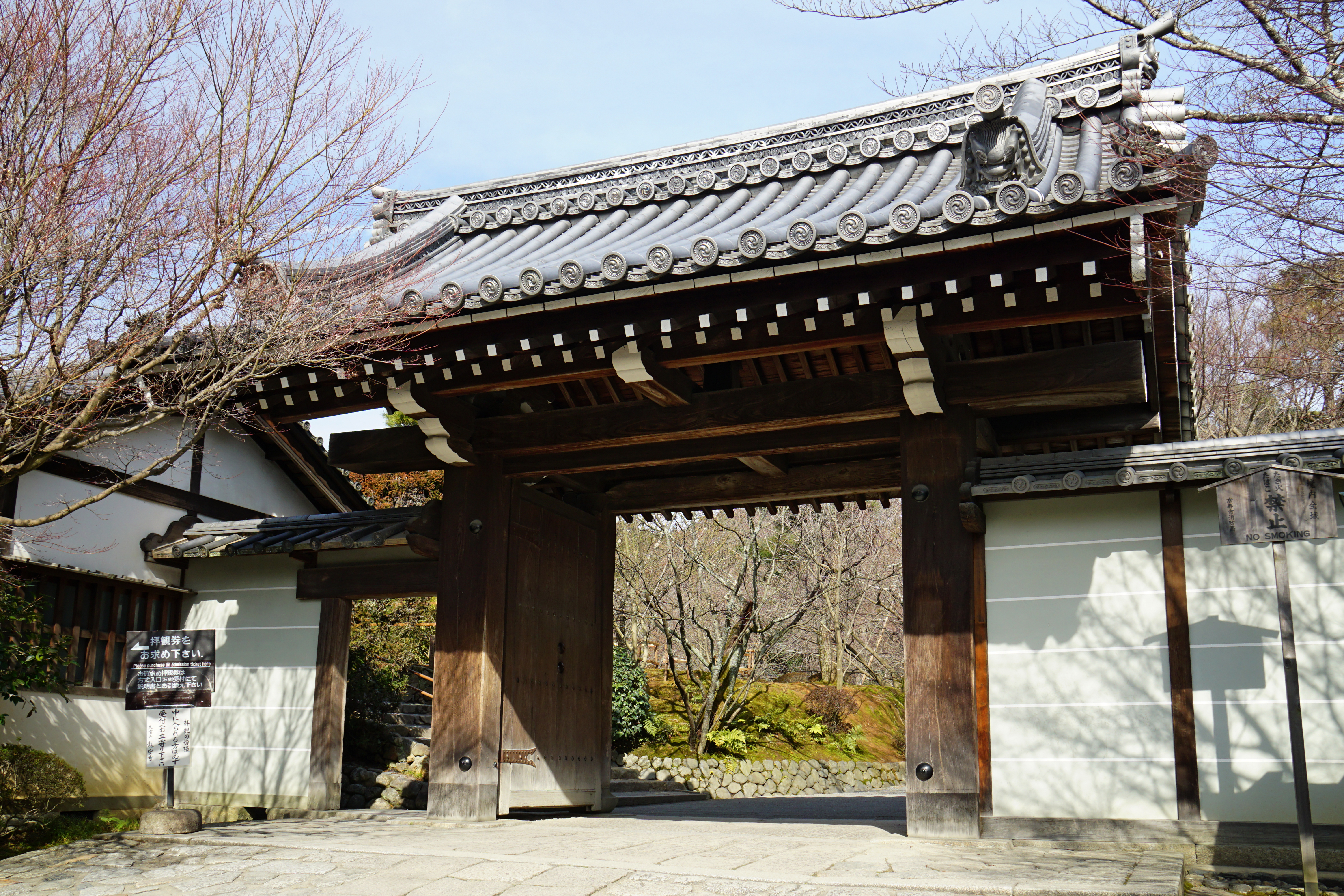
山門

龍安寺（りょうあんじ）は、京都市右京区龍安寺御陵ノ下町にある臨済宗妙心寺派の寺院。大本山妙心寺の境外塔頭。山号は大雲山。本尊は釈迦如来。開基（創建者）は細川勝元、開山（初代住職）は義天玄承である。有名な石庭で知られる。「古都京都の文化財」として世界遺産に登録されている。

## 歴史
もともと衣笠山山麓に位置する龍安寺一帯は、永観元年（984年）に建立された円融天皇の御願寺である円融寺の境内地であった。円融寺は徐々に衰退し、平安時代末には藤原北家の流れを汲む徳大寺実能が同地を山荘とした。
この山荘を細川勝元が譲り受け、宝徳2年（1450年）敷地内に龍安寺を建立した。初代住職として妙心寺8世（5祖）住持の義天玄承（玄詔）を迎えた。義天玄承は師の日峰宗舜を開山に勧請し、自らは創建開山となった。創建当初の境内地は現在よりはるかに広く、京福電鉄の線路の辺りまでが境内であったという。
細川勝元らと山名宗全らが争った応仁の乱の際、細川勝元は東軍の総大将だったため、龍安寺は西軍の攻撃を真っ先に受け、応仁2年（1468年）に焼失した。勝元は寺基を洛中の邸内に一時避難させた後、旧地（現在地）に戻すが、勝元は文明5年（1473年）に没す。
長享2年（1488年）勝元の子・細川政元が龍安寺の再建に着手、政元と四世住持・特芳禅傑によって再興された。寺では特芳を中興開山と称している。明応8年（1499年）には方丈が上棟された。その後、織田信長、豊臣秀吉らが寺領を寄進している。
『都名所図会』（安永9年（1780年）刊行）によると、当時は龍安寺の鏡容池はオシドリの名所として紹介されており、今日有名な石庭よりも、池を中心とした池泉回遊式庭園の方が有名だったようである。
寛政9年（1797年）に京都町奉行へ提出された図面には23か寺の塔頭があったが、同年に起こった火災で食堂、方丈、開山堂、仏殿など主要伽藍が焼失した。そのため、塔頭の西源院（せいげんいん、現在は妙心寺の塔頭）の方丈を移築して龍安寺の方丈とし、現在に至っている。
その後、明治時代初期の廃仏毀釈によって衰退し、1895年（明治28年）には狩野派の手による方丈の襖絵90面が他の寺院に売却されている。
1929年（昭和4年）に火災により一部を焼失した。
1951年（昭和26年）7月11日、京都府一帯を襲った集中豪雨により裏山が崩壊。濁水が石庭に流れ込み赤土に覆われる被害が出た。
1975年（昭和50年）にイギリスの女王エリザベス2世とエディンバラ公フィリップが日本を公式訪問した折、5月10日午後、方丈庭園（石庭）に立ち寄った。
1994年（平成6年）ユネスコの世界遺産「古都京都の文化財」に登録された。
上記にある狩野派による方丈の襖絵90面であるが、他寺に売却された後、再び売りに出され、九州の炭坑王・伊藤伝右衛門により買い取られている。その後、第二次世界大戦後に流出してしまい、その多くは所在が分からなくなっている。現在はアメリカのメトロポリタン美術館やシアトル美術館に襖絵の一部が所蔵されているのが分かっている。
そんな中、所在不明となっていた襖絵のうち2010年（平成22年）に「群仙図」4面と「琴棋書画図」2面がアメリカのニューヨークでオークションに出品され、龍安寺が買い戻している。また、2018年（平成30年）には「芭蕉図」9面が、静岡県のコレクターを経て、龍安寺が買い戻している。
なお、鏡容池の周囲には西源院以外にもいくつか塔頭寺院があるが、それらは現在は龍安寺の塔頭ではなく、妙心寺の境外塔頭となっている。

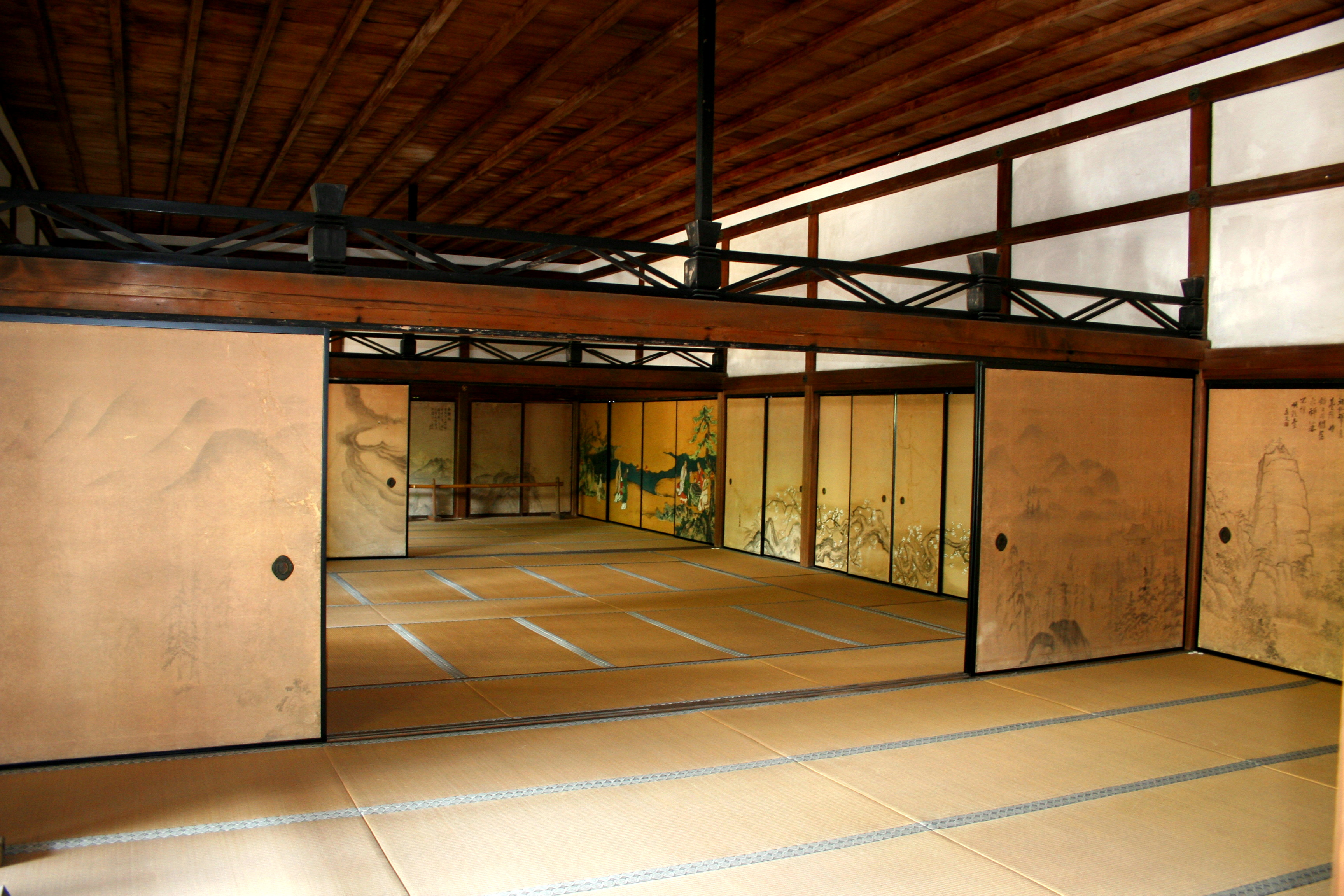
方丈内部
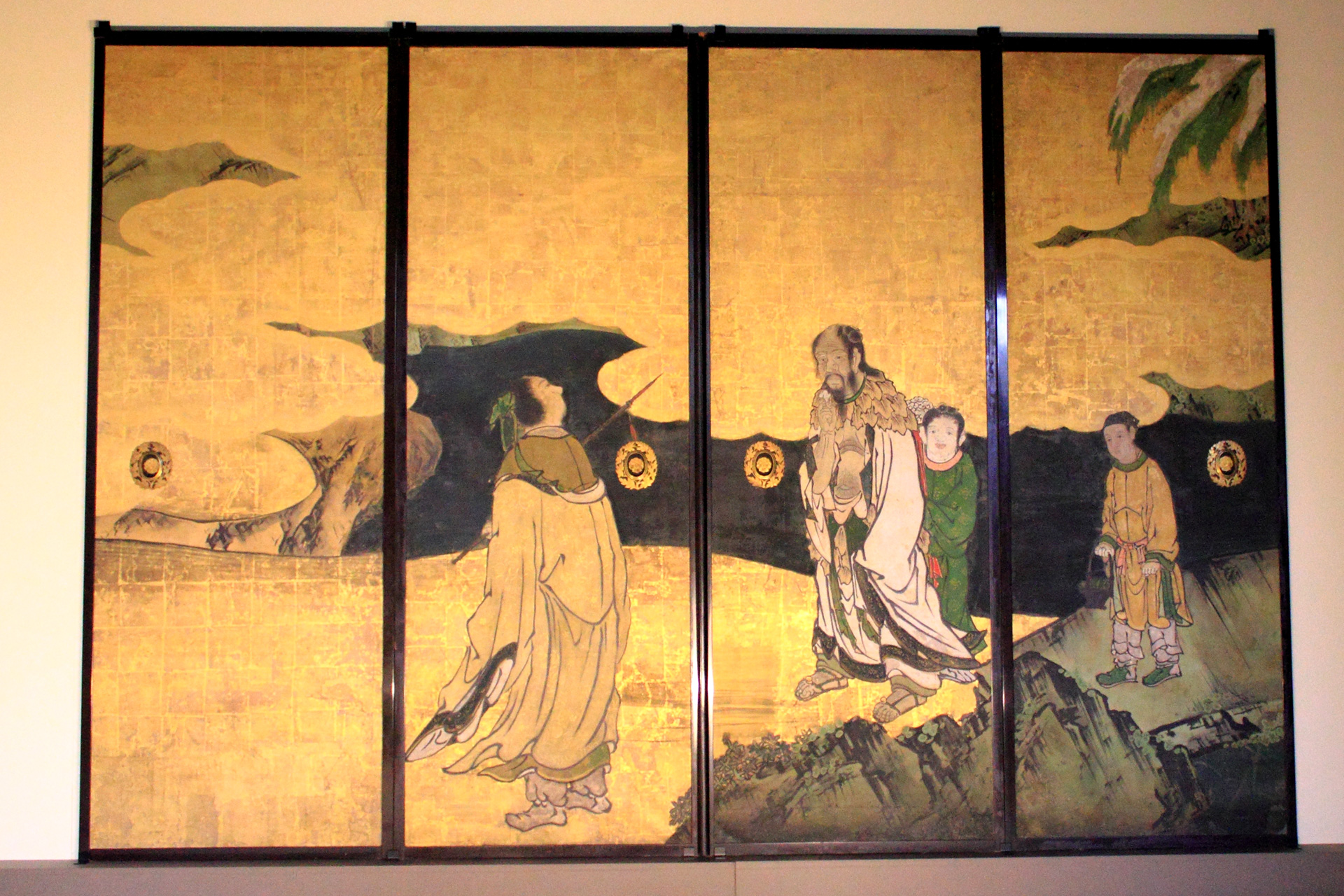
襖絵（群仙図）
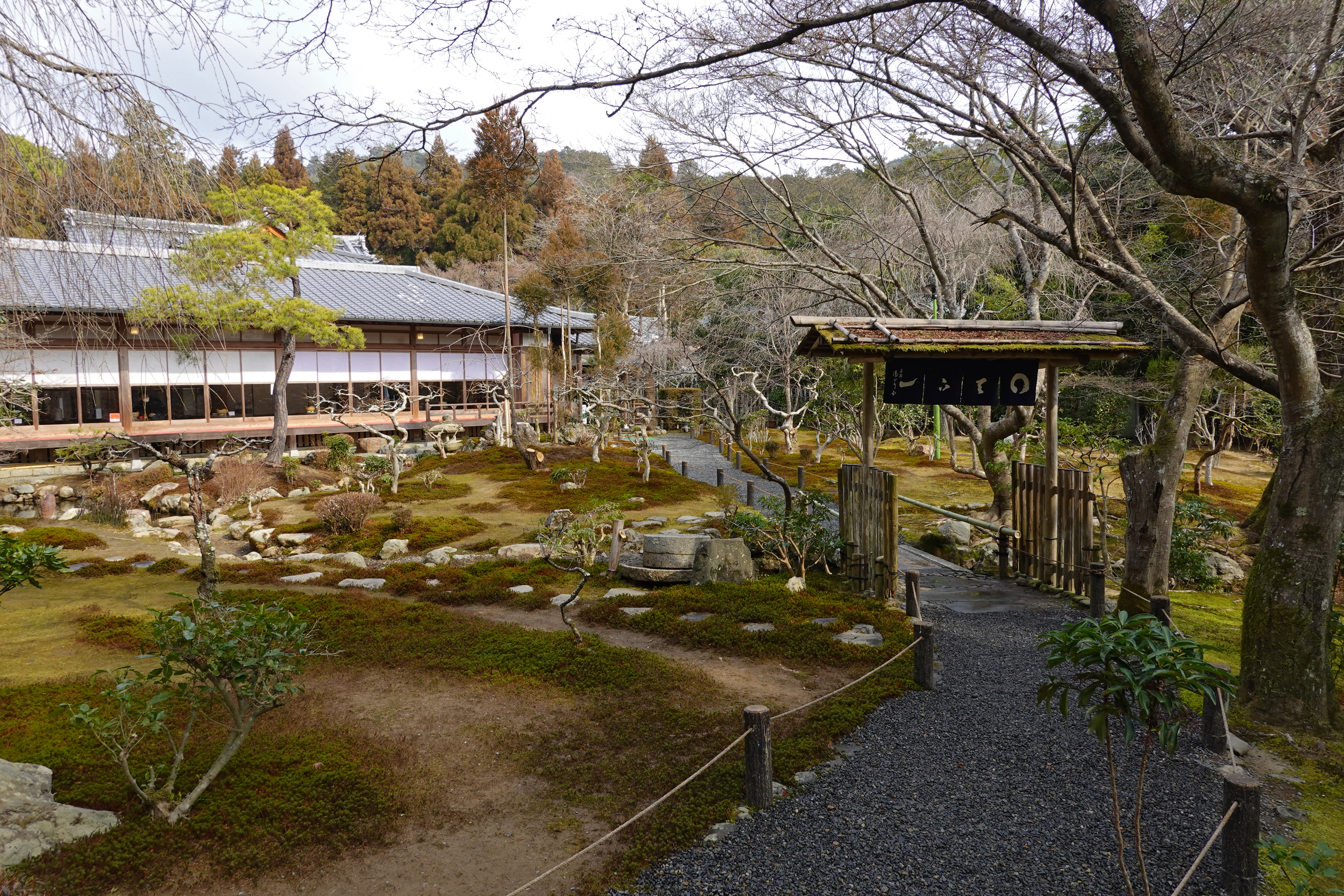
西源院

## 石庭

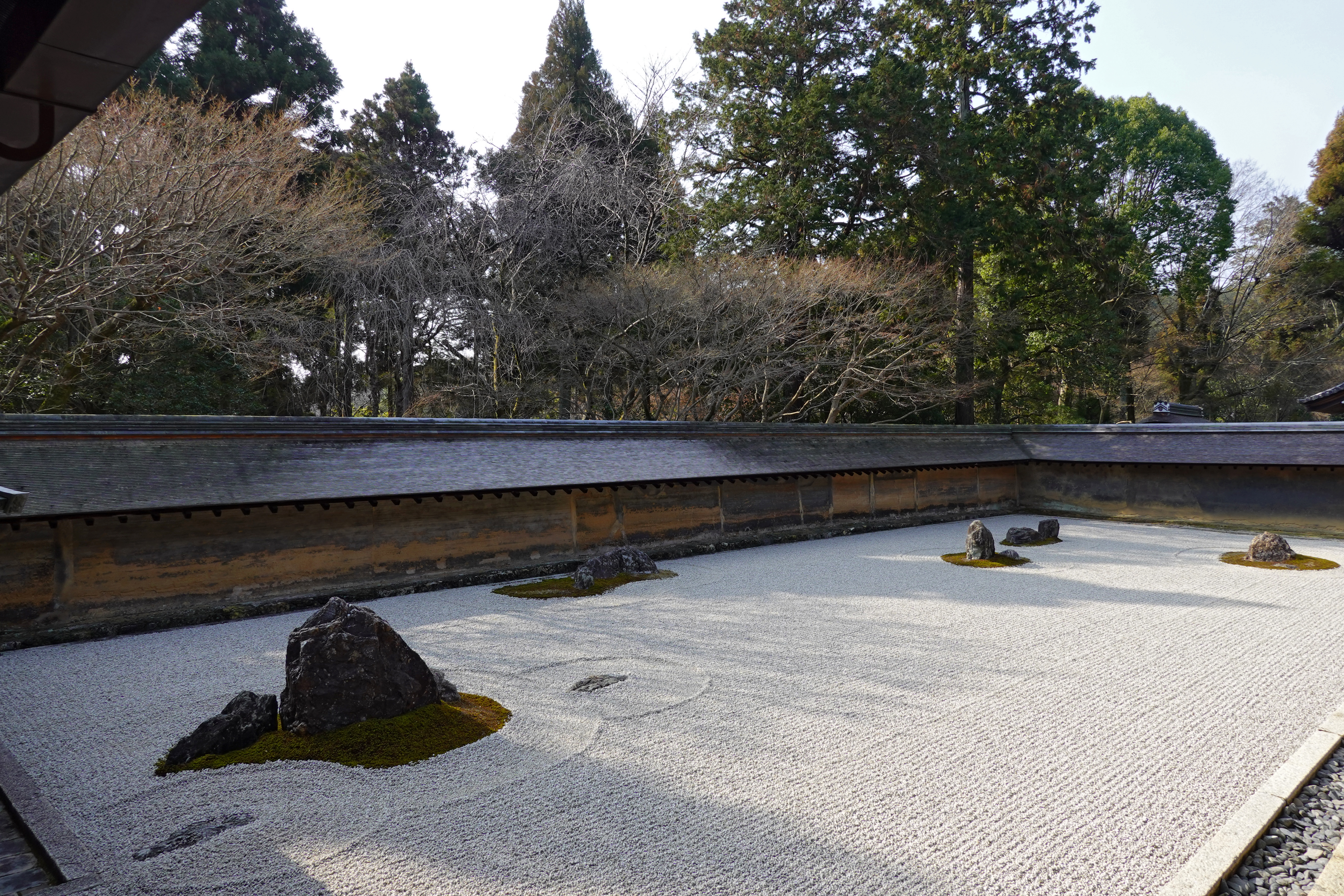
方丈庭園（2025年2月撮影）

方丈庭園（国の史跡・特別名勝）、いわゆる「龍安寺の石庭」である。白砂の砂紋で波の重なりを表す枯山水庭園の特徴を有する。
幅25メートル、奥行10メートルほどの空間に白砂を敷き詰め、東から5個、2個、3個、2個、3個の合わせて15の大小の石を配置する。これらの石は3種類に大別できる。各所にある比較的大きな4石はチャートと呼ばれる龍安寺裏山から西山一帯に多い山石の地石。塀ぎわの細長い石他2石は京都府丹波あたりの山石。その他の9石は三波川変成帯で見られる緑色片岩である。
寺伝では、室町時代末期（1500年頃）特芳禅傑らの優れた禅僧によって作庭されたと伝えられるが、作庭者、作庭時期、意図ともに諸説あって定かではない。塀ぎわの細長い石には「小太郎・□二郎」と刻まれており、作庭に関わった人物と推測されるが、詳細は不明である。
この庭は石の配置から「虎の子渡しの庭」や「七五三の庭」の別称がある。「虎の子渡し」とは、虎は、3匹の子供がいると、そのうち1匹は必ずどう猛で、子虎だけで放っておくと、そのどう猛な子虎が他の子虎を食ってしまうという。そこで、母虎が3匹の虎を連れて大河を渡る時は次のようにする。母虎はまず、どう猛な子虎を先に向こう岸に渡してから、いったん引き返す。次に、残った2匹のうち1匹を連れて向こう岸に行くと、今度は、どう猛な子虎だけを連れて、ふたたび元の岸に戻る。その次に、3匹目の子虎を連れて向こう岸へ渡る。この時点で元の岸にはどう猛な子虎1匹だけが残っているので、母虎は最後にこれを連れて向こう岸へ渡る、という中国の説話（虎、彪を引いて水を渡る）に基づくものである。
また、「七五三の庭」とは、東から5、2、3、2、3の5群で構成される石組を、5と2で七石、3と2で五石、そして3で三石と、七・五・三の3群とも見られることによる。古来より奇数は陽数、すなわちおめでたい数とされ、その真ん中の数字をとったものである。
この石庭は、どの位置から眺めても必ずどこかの1つの石が見えないように配置されている。どこから鑑賞しても庭石が1個見えないようになっているのは、ある石に別の石が重なるよう設計されているためで、日本庭園における「重なり志向」を表したものともいわれている。

## 知足の蹲踞

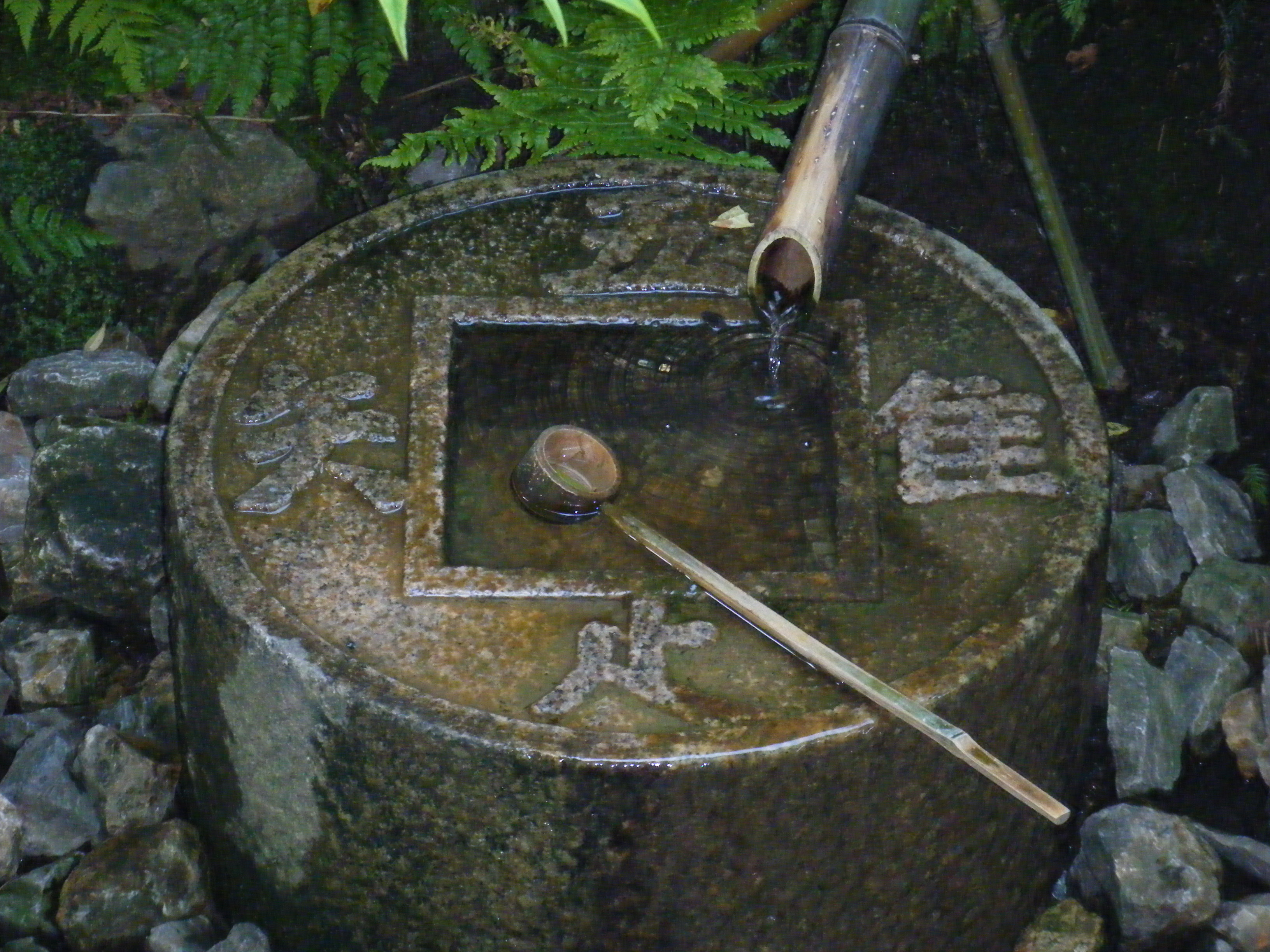
知足（ちそく）の蹲踞（ただし、この画像は複製の蹲踞）

- 知足の蹲踞（つくばい） - 蹲踞は茶室に入る前に手や口を清めるための手水鉢のこと。茶室「蔵六庵」の露地にあり、水戸藩主徳川光圀の寄進によるものと伝えられている。見学コースで方丈北側にある蹲踞は精密な複製である。蹲踞の上部にある文字は一見「五・隹・疋（但し、上の横棒がない）・矢」と読めるが、水溜めに穿った中心の正方形を漢字部首の「口」と見て「吾れ唯だ足るを知る」となる。「知足のものは貧しといえども富めり、不知足のものは富めりといえども貧し」という禅の格言を謎解き風に図案化したものである。

## 境内

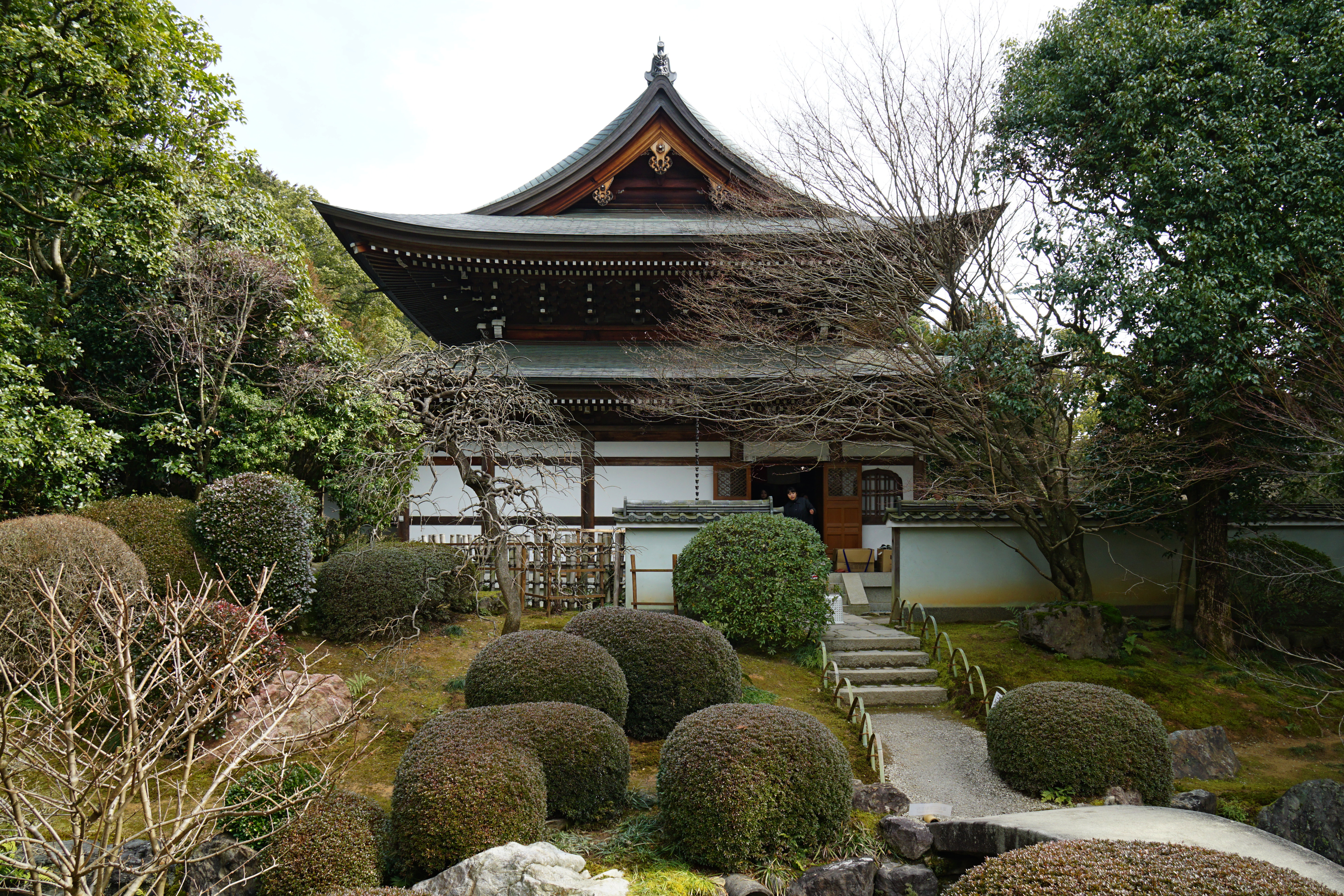
仏殿

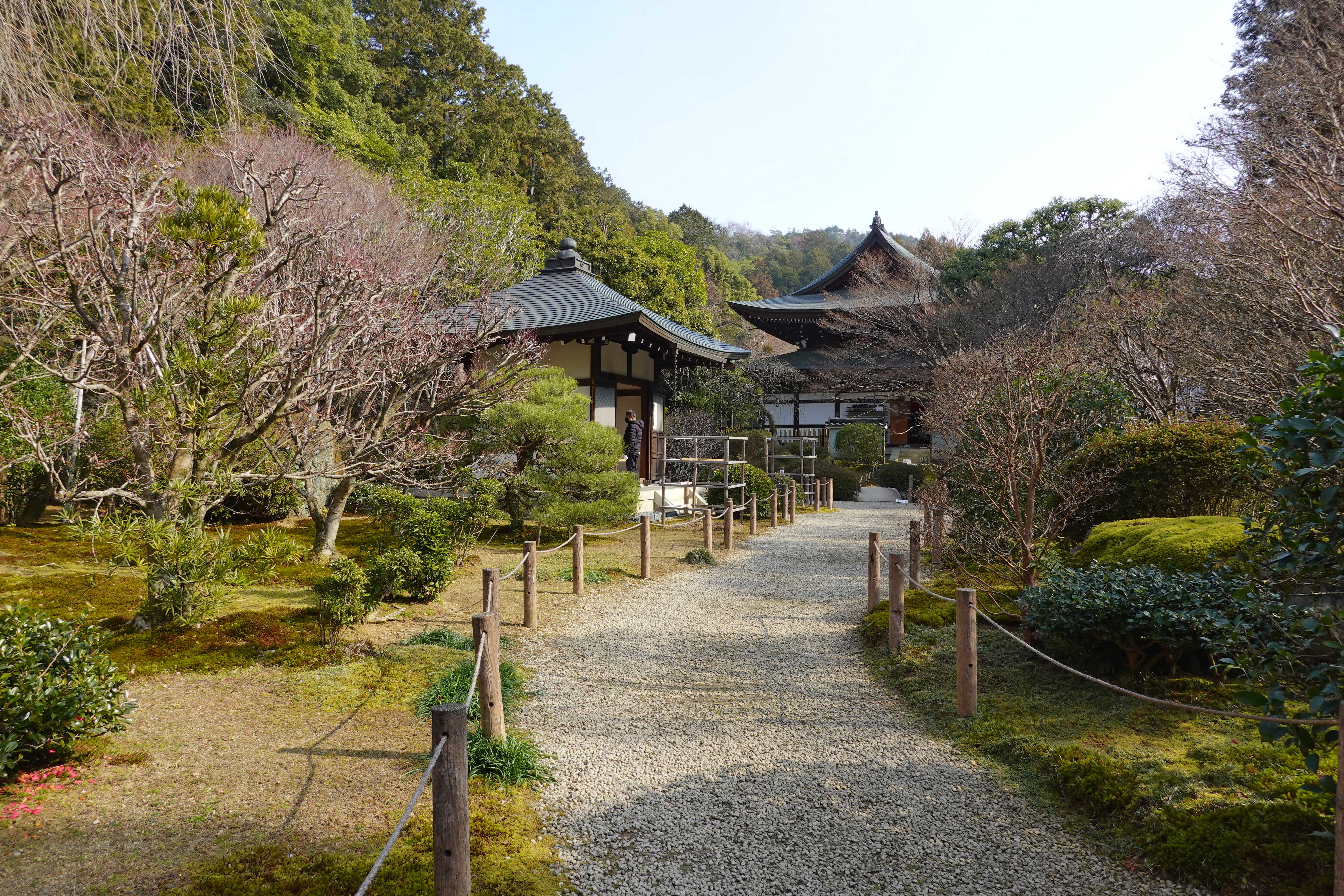
西の庭、細川廟

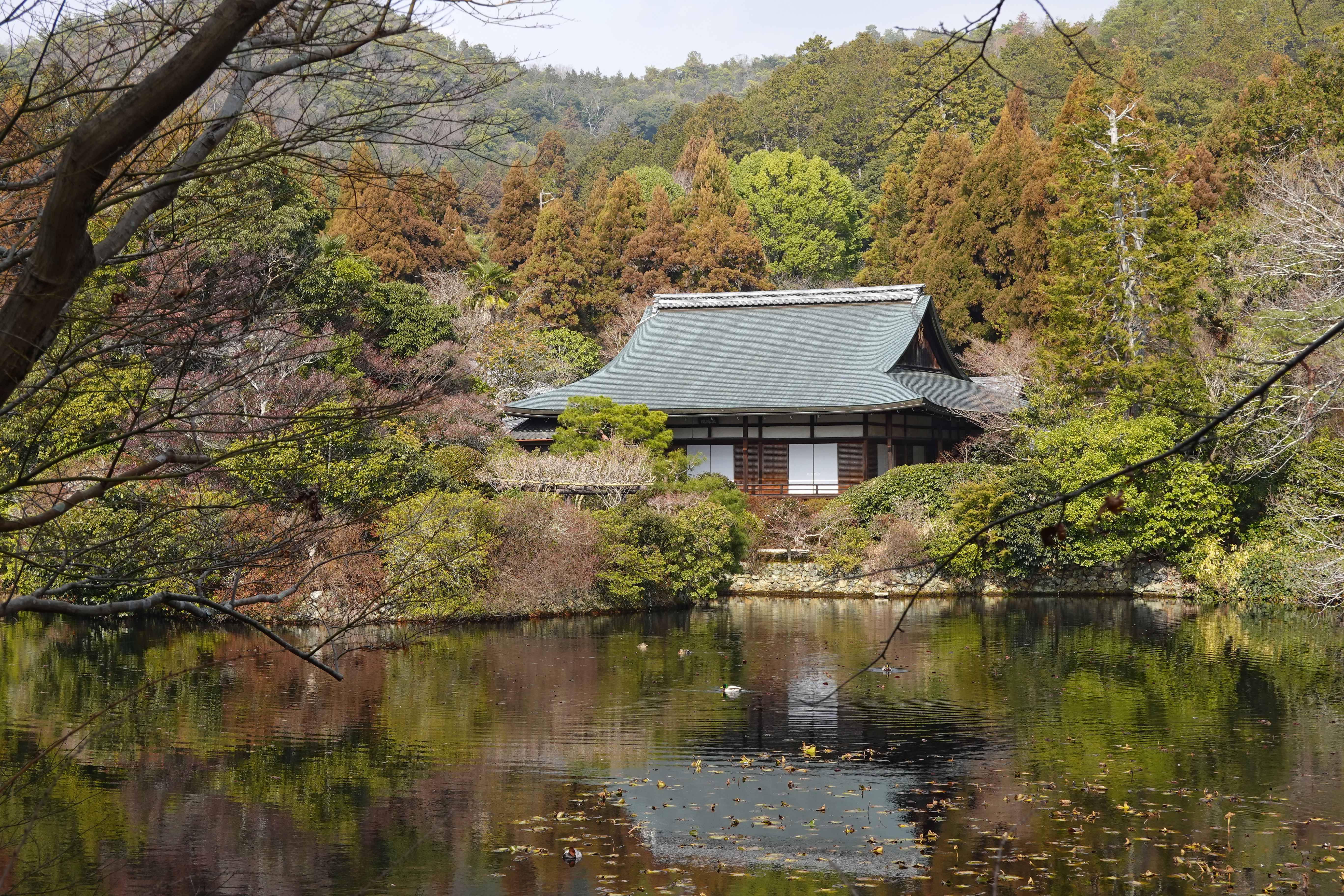
大珠院

寺の南側には広大な鏡容池があり、周囲は池泉回遊式庭園になっており、年間を通じて四季それぞれの花を楽しめる。境内北側には庫裡、方丈、仏殿などが建ち、これらの西側には「西の庭」がある。有名な石庭は方丈南側にある。
- 仏殿 - 1981年（昭和56年）再建。寛政9年（1797年）に焼失後、約200年ぶりに再建された。入母屋造、屋根は銅板葺きの禅宗建築で、建材は樹齢1,000年から1,200年の台湾桧が使用されている[7]。
- 昭堂（開山堂） - 1977年（昭和52年）建立。
- 鐘楼
- 方丈（重要文化財） - 元の方丈が寛政9年（1797年）の火災で失われた後、塔頭の西源院方丈を移築したもの。慶長11年（1606年）、織田信包による建立である。本来ここには狩野派の手による襖絵があったが、それらは明治初期の廃仏毀釈の影響により寺から出て散逸してしまった。現在の襖絵は、龍と北朝鮮の金剛山が題材で、1953年（昭和28年）から5年がかりで皐月鶴翁によって描かれたものである[7]。北側には「吾唯知足（われただたるをしる）」の蹲踞〔いわゆる「知足の蹲踞」〕の複製が置かれている。
- 方丈庭園「石庭」（国の史跡・特別名勝） - 枯山水庭園。解説は既出。
- 勅使門（重要文化財） - 寛政9年（1797年）に火災で焼失した後、西源院唐門を移築したもの。
- 庫裡 - 寛政9年（1797年）に火災で焼失し、その後再建される[7]。
- 茶室「蔵六庵」 - 江戸時代初期に建てられた後、明治時代中期と1996年（平成8年）に移築が行われた。徳川光圀が寄進した「吾唯知足」の蹲踞が置かれている。
- 細川勝元の墓
- 春林寺殿の墓 - 細川勝元の正室で、山名宗全の養女（山名熙貴の娘）。
- 細川政元の墓
- 細川高国の墓
- 細川稙国の墓
- 細川氏綱の墓
- 西の庭 - 1982年（昭和57年）に室町時代風の庭園として復元された。
- 細川廟 - 明暦4年（1658年）、藤原種久作の細川勝元像と細川管領家歴代の位牌が祀られている。西の庭の中にある。
- パゴダ - ビルマ方面軍自動車廠戦没者の慰霊塔。1970年（昭和45年）8月建立。
- 涅槃堂（納骨堂）
- 桜苑
- 梅枝庵
- 玄々庵
- 西源院 - 妙心寺塔頭。湯豆腐と精進料理を提供している。かつては龍安寺の塔頭であった。
- 大珠院 - 妙心寺塔頭。
  - 真田信繁（真田幸村）の墓
- 霊光院 - 妙心寺塔頭。
  - お犬の方の墓
  - 佐治一成の墓
- 鏡容池（国の名勝） - 一帯は鏡容池を中心とする庭園となっている。この池はこの地に円融天皇の御願寺である円融寺があった頃からのものである。
- 大弁財尊天　-　鏡容池にある弁天島に祀られている。
- 山門 - 江戸時代中期再建。宝暦5年（1755年）洪水により破損し再建[7]される。
- 方丈の真裏で、背後の朱山の麓に当たる地には南面して後三条天皇圓宗寺陵、後冷泉天皇圓教寺陵と後朱雀天皇圓乘寺陵があり、東方に隣接して御朱雀天皇皇后の禎子内親王園乗寺東陵があり、その場所から延びる石段を登り切った山上には一条天皇圓融寺北陵と堀河天皇後圓教寺陵がある。いずれも現在は宮内庁の管理下にある。

## 文化財

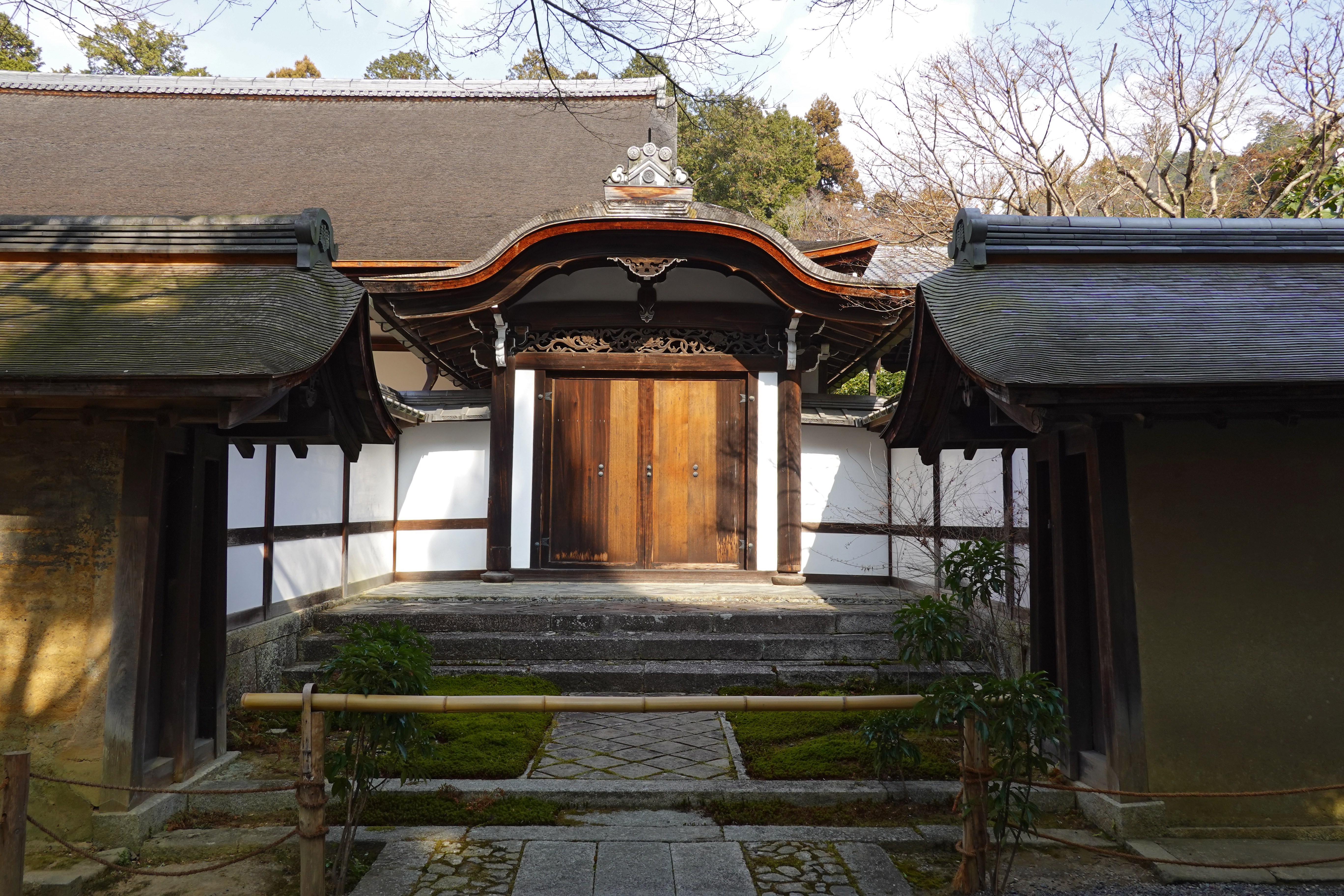
勅使門

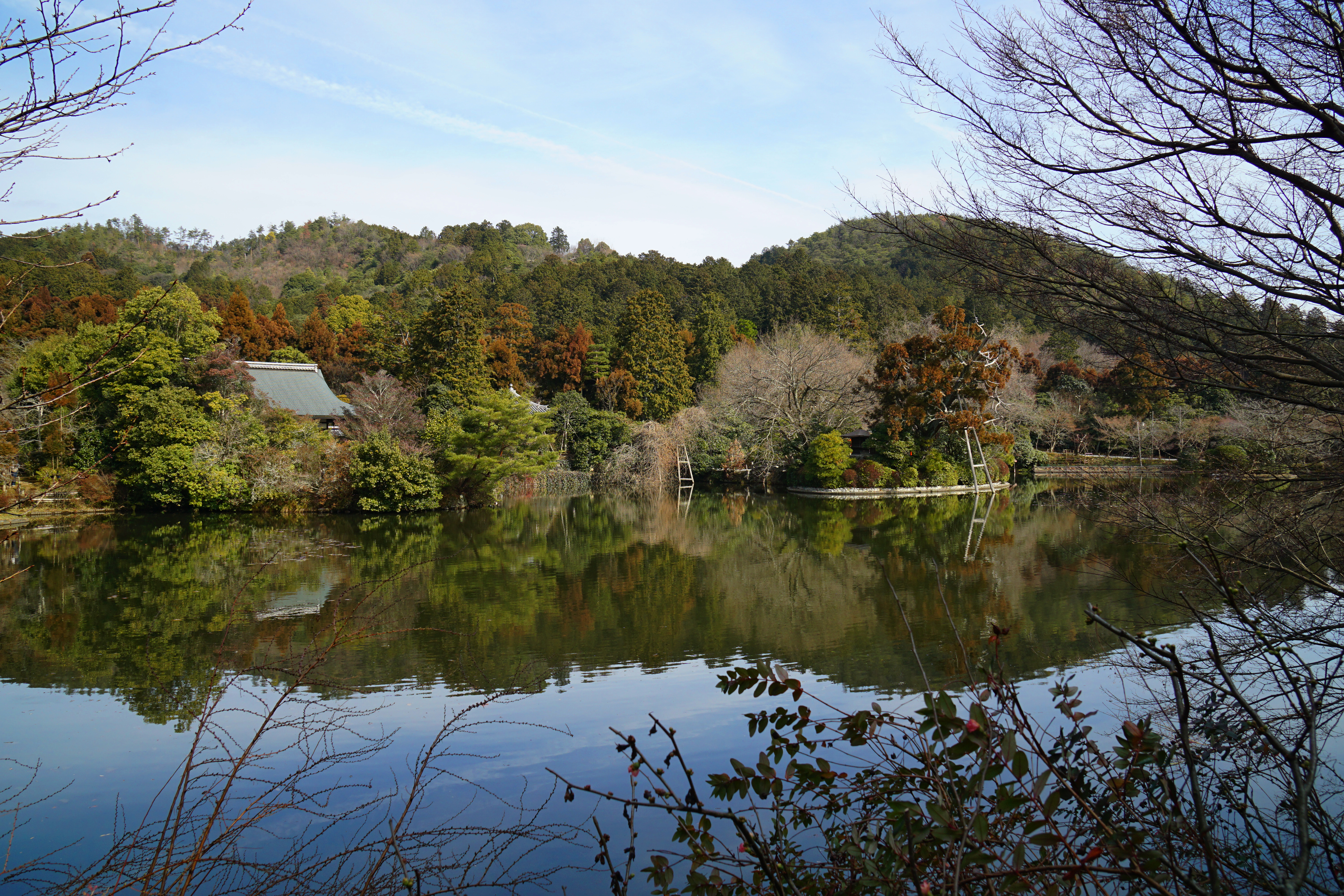
龍安寺庭園（鏡容池）

### 重要文化財
- 方丈 附：勅使門 - 慶長11年（1606年）建立の旧西源院方丈。重要文化財指定名称は「龍安寺本堂 附 玄関」。
- 太平記12冊 - 『太平記』の古写本の代表的なもの。徳川光圀が本書を借用したことでも知られる。1929年（昭和4年）に火災に遭い、全13冊のうちの1冊を焼失。残りの12冊も焼損痕が残っている。

### 国の史跡・特別名勝
- 龍安寺方丈庭園

### 国の名勝
- 龍安寺庭園

### 京都府指定有形文化財
- 九条袈裟 義天玄承所用 1肩（工芸品） - 2016年（平成28年）3月18日指定[8]。

### 京都市指定有形文化財
- 絹本著色細川昭元夫人像（絵画） - 天正十年月航宗津の賛がある。京都国立博物館寄託。1993年（平成5年）4月1日指定。
- 紙本墨画潙山倒瓶図 狩野元信筆（絵画） - 京都国立博物館寄託。2000年（平成12年）4月1日指定。
- 絹本著色鄧林宗棟像 狩野元信筆（絵画） - 永正十八年の自賛がある。2022年（令和4年）3月31日指定[9]。

## 交通アクセス
- 京福電気鉄道北野線・龍安寺駅 徒歩7分

## 周辺
- 京都府立堂本印象美術館 徒歩7分
- 立命館大学衣笠キャンパス 徒歩7分
- 等持院 徒歩10分
- 仁和寺 徒歩14分
- 金閣寺 徒歩20分